# Luis de San Miguel de los Santos
Luis Erdoiza y Zamalloa o según su nombre religioso Luis de San Miguel de los Santos (Amorebieta, Vizcaya, 25 de agosto de 1891 - Cuenca, 24 de septiembre de 1936) fue un sacerdote religioso trinitario, fusilado en 1937 en plena guerra civil española y beatificado junto a otros 497 mártires de España el 28 de octubre del 2007 en Roma por el papa Benedicto XVI.

## Biografía
El padre Luis Erdoiza nació en Amorebieta (Vizcaya) el 25 de agosto de 1891, en el seno de una familia devota cristiana. Martín Erdoiza, hermano suyo, también era religioso trinitario, conocido con el nombre de Martín de la Dolorosa y muerto en 1915.
Luis Erdoiza vistió el hábito de los trinitarios en la casa de la Trinidad de Algorta el 12 de septiembre de 1906 y en la misma, profesó el 6 de octubre de 1907, donde tomó el nombre de Luis de San Miguel de los Santos. Fue trasladado al convento de La Rambla (Córdoba), donde vivió solo un año, puesto que fue destinado al convento de San Carlo alle Quattro Fontane en Roma, para que hiciera sus estudios de filosofía y teología en la Universidad Gregoriana, entre 1910 y 1917. Estudió, además, derecho canónico en el Angelicum entre 1917 y 1919.
Estando en Roma, Luis de San Miguel de los Santos, hizo su profesión solemne el 14 de agosto de 1910 y fue ordenado sacerdote el 8 de abril de 1916. Fue conventual en la casa de la Trinidad de Viena entre 1920 y 1925, conventual de Algorta en 1925, maestro de estudiantes en la casa de Córdoba entre 1925 y 1929, superior de Belmonte entre 1929 y 1933, donde fue profesor de filosofía, teología, dogmática y derecho de los estudiantes trinitarios, y finalmente definidor provincial de 1933 hasta su muerte. Es recordado entre los suyos, porque a pesar de su edad precaria y sus continuos dolores siempre se esforzó por cumplir bien sus obligaciones.

## Martirio y culto
El 28 de julio de 1936 Belmonte fue ocupada por milicianos, durante la guerra civil española. La comunidad trinitaria de Belmonte se preocupó por esconder a los estudiantes en casas de las familias del pueblo, quedándose solo cuatro religiosos en el convento: Melchor del Espíritu Santo, Santiago de Jesús, Juan de la Virgen del Castellar y Luis de San Miguel de los Santos. El 29 de julio fueron detenidos y llevados a la cárcel de Cuenca.
Luis de San Miguel de los Santos fue fusilado, junto a sus otros compañeros trinitarios, en la madrugada del 24 de septiembre, junto a la tapia del cementerio de Cuenca.
Sus reliquias se veneran en la parroquia de San Juan de Mata de los trinitarios de Alcorcón (Madrid).